# 尊者
聖者，又譯為阿梨耶、尊者，婆羅門教與佛教中的尊稱，意為聖者、尊貴者、可敬者。它的字源來自雅利安，原義是指使用雅利安語的人。「聖者」類似於阿闍梨、和尚、喇嘛、高僧、大德、大師、上師、上人、真人等。
在佛教僧團中，「聖者」是後學對資深者的敬稱，這個稱號也被使用於證果的聖人上，如阿羅漢。
英語將「尊者」譯為The Venerable（即可敬者）。